# FIFA 09
《FIFA 09》是一款由艺电加拿大制作、艺电发行的体育类游戏。游戏于2008年10月在Windows、Nintendo DS、PlayStation 2、PlayStation 3、PlayStation Portable、Wii、Xbox 360和Zeebo上发行。
本游戏是一个足球类游戏。
TGN给予本游戏8.6/10的分数。并且游戏获得编辑优选奖。